# Guggenheim-Quadrat

Guggenheim-Quadrat

Das Guggenheim-Quadrat oder Guggenheim-Schema (nach Edward Guggenheim) ist ein Hilfsmittel, um einige einfache, aber grundlegende Beziehungen der Thermodynamik, wie die charakteristischen Funktionen oder die Maxwell-Beziehungen, aus dem Gedächtnis heraus aufzustellen.
Verknüpft werden die thermodynamischen Potentiale
- innere Energie {\displaystyle U}
- Enthalpie {\displaystyle H}
- freie Energie {\displaystyle F}
- Gibbs-Energie {\displaystyle G}

an den Kantenmitten
mit den Zustandsgrößen
- Entropie {\displaystyle S}
- Volumen {\displaystyle V}
- Druck {\displaystyle p}
- Temperatur {\displaystyle T}

an den Ecken des Quadrats.

## Verwendung

### Charakteristische Funktionen
Um die charakteristische Funktion, also das totale Differential eines der vier thermodynamischen Potentiale {\displaystyle U}, {\displaystyle H}, {\displaystyle F}, {\displaystyle G}, zu erhalten, ist wie folgt vorzugehen:
1. Auswahl eines thermodynamischen Potentials; für die Relation des großkanonischen Potentials {\displaystyle \Omega } bietet sich der Vergleich zur sehr ähnlichen freien Energie {\displaystyle F} an.
  - Beispiel: Wir suchen das totale Differential der inneren Energie {\displaystyle U}, also {\displaystyle \mathrm {d} U=?}
2. Die beiden Symbole, die dem gesuchten Potential in den Ecken gegenüberliegen, stellen die Koeffizienten derjenigen Differentiale dar, die sich an den Ecken neben dem gesuchten Potential befinden.
  - Im Beispiel liegen an den gegenüberliegenden Ecken von {\displaystyle U} der Druck {\displaystyle p} und die Temperatur {\displaystyle T}. Das vorläufige Zwischenergebnis ist damit {\displaystyle \mathrm {d} U=-p\cdot [{\text{Differential}}]+T\cdot [{\text{Differential}}]}
  - Das zu {\displaystyle p} gehörige Differential befindet sich in der diagonal gegenüberliegenden Ecke und ist damit das Volumen {\displaystyle V}; Zwischenergebnis: {\displaystyle \mathrm {d} U=-p\cdot \mathrm {d} V+T\cdot [{\text{Differential}}]}
  - Analog zum vorigen Schritt befindet sich diagonal gegenüber {\displaystyle T} als zugehöriges Differential die Entropie {\displaystyle S}; Zwischenergebnis: {\displaystyle \mathrm {d} U=-p\cdot \mathrm {d} V+T\cdot \mathrm {d} S}
3. Alle Koeffizienten, die sich auf der linken Seite des Quadrates befinden, erhalten ein negatives Vorzeichen.
  - Da sich {\displaystyle p} auf der linken Seite des Vierecks befindet, erhält es ein negatives Vorzeichen. Zwischenergebnis: {\displaystyle \mathrm {d} U=-p\cdot \mathrm {d} V+T\cdot \mathrm {d} S}. ({\displaystyle S} liegt zwar auch links, es kommt aber nur als Differential und nicht als Koeffizient vor und erhält daher kein negatives Vorzeichen. Analog ist bei der Suche nach {\displaystyle \mathrm {d} H} kein negatives Vorzeichen vor den {\displaystyle V\cdot \mathrm {d} p}-Term zu stellen, da es sich auch hier nicht um einen Koeffizienten handelt.)
4. Zum Schluss wird stets noch der Term {\displaystyle \mu \cdot \mathrm {d} N} für das chemische Potential (mit der Teilchenzahl {\displaystyle N}) addiert.
  - Im Beispiel ergibt sich so das Endergebnis {\displaystyle \mathrm {d} U=-p\cdot \mathrm {d} V+T\cdot \mathrm {d} S+\mu \cdot \mathrm {d} N}

### Maxwell-Relationen
1. Auszuwählen sind zwei Zustandsgrößen, die an den beiden Ecken einer gemeinsamen Seite des Quadrates liegen.
  - Beispiel: Gesucht ist eine Maxwell-Relation mit {\displaystyle S} und {\displaystyle p}, welche die Ecken der linken Kante bilden. Diese bilden den Differentialquotienten der linken Seite der gesuchten Maxwell-Relation, also {\displaystyle {\frac {\partial S}{\partial p}}=[\dotsc ]}
2. Die Zustandsgrößen, welche die gegenüberliegende Seite des Quadrats begrenzen, bilden den Differentialquotienten auf der rechten Seite der gesuchten Maxwellgleichung. Dabei ist darauf zu achten, dass sie in gleicher Richtung abgelesen werden wie die erste Kante.
  - Gegenüber von {\displaystyle S} und {\displaystyle p} befinden sich {\displaystyle V} und {\displaystyle T}. Wir haben {\displaystyle {\frac {\partial S}{\partial p}}} gebildet, also "obere Ecke nach unterer Ecke abgeleitet". Dementsprechend muss auch auf der anderen Seite des Quadrats "von oben nach unten" abgeleitet werden. Zwischenergebnis ist also {\displaystyle {\frac {\partial S}{\partial p}}={\frac {\partial V}{\partial T}}}. (Analoges ergibt sich für links/rechts, etwa bei der Suche nach {\displaystyle {\frac {\partial S}{\partial V}}}).
3. Differentialquotienten, die sowohl {\displaystyle S} als auch {\displaystyle p} enthalten, erhalten ein negatives Vorzeichen, da beide(!) Symbole an der Kante mit dem Minuszeichen liegen.
  - Die linke Seite erhält demnach ein negatives Vorzeichen. Das Zwischenergebnis ist also {\displaystyle -{\frac {\partial S}{\partial p}}={\frac {\partial V}{\partial T}}}
4. Die konstant gehaltene Variable einer Seite ist stets im Nenner der anderen Seite wiederzufinden.
  - Das Endergebnis ist also {\displaystyle -\left({\frac {\partial S}{\partial p}}\right)_{T}=\left({\frac {\partial V}{\partial T}}\right)_{p}}

### Zustandsgröße als Differentialquotient
1. Auszuwählen ist eine Größe, die in einer Ecke des Quadrates liegt.
  - Beispiel: Gesucht sind Beschreibungen von {\displaystyle S} als Differentialquotient bzw. Ableitung. {\displaystyle S} liegt an der linken Seite des Quadrats, also {\displaystyle -S=[\dotsc ]}
2. Das der Größe diagonal gegenüber liegende Symbol stellt den Nenner der Ableitungen dar.
  - Gegenüber von {\displaystyle S} liegt {\displaystyle T}, also {\displaystyle -S={\frac {[{\text{Zähler}}]}{\partial T}}}
3. Die beiden dem Nenner benachbarten Symbole bilden jeweils den Zähler einer Ableitung.
  - Benachbart zu {\displaystyle T} liegen {\displaystyle F} und {\displaystyle G}, also gilt {\displaystyle -S={\frac {\partial F}{\partial T}}} und {\displaystyle -S={\frac {\partial G}{\partial T}}}
4. Das dritte Symbol an den Seiten von Zähler und Nenner ist jeweils die Größe, die konstant bleibt.
  - An der Seite von {\displaystyle T} und {\displaystyle F} liegt {\displaystyle V}, also gilt {\displaystyle -S=\left({\frac {\partial F}{\partial T}}\right)_{V}}; an der Seite von {\displaystyle T} und {\displaystyle G} liegt {\displaystyle p}, also gilt {\displaystyle -S=\left({\frac {\partial G}{\partial T}}\right)_{p}}

(Auch hier erhalten Größen, die zwar auf der linken Seite liegen, aber nur im Differentialquotienten vorkommen, kein negatives Vorzeichen!)

### Im Gleichgewicht minimierte Zustandsgröße
1. Auszuwählen sind zwei benachbarte Ecken des Guggenheim-Quadrates, welche bei dem Prozess kontrolliert, also konstant gehalten werden.
  - Beispiel: Entropie {\displaystyle S} und Druck {\displaystyle p} sollen konstant gehalten werden, also wurden die linksseitigen Ecken ausgewählt.
2. Die im Gleichgewicht minimierte Größe steht nun zwischen den gewählten Ecken.
  - Im Beispiel gilt also {\displaystyle {\frac {\partial S}{\partial t}}={\frac {\partial p}{\partial t}}=0\Rightarrow H\rightarrow \min }

## Merksprüche
Zur einfacheren Anwendung sei folgende beispielhafte Auswahl an mehrheitlich humoristischen Merksprüchen angegeben, welche auf jeweils unterschiedliche Art und Weise gelesen die Buchstabenreihenfolge des Quadrats wiedergeben:
- Seid heute pünktlich, unten gibt's viele frische Tomaten.
- Schnell und viel hilft für Prüfungen Guggenheims Tat.
- Schon unter Varus hatten früher (alle) praktische(n) Germanen Taschenrechner.
- Good physicists have studied under very fine teachers.
- Unheimlich viele Forscher trinken gerne Pils hinterm Schreibtisch.
- Gute Physiker haben stets/selten eine Vorliebe für Thermodynamik.
- Prinzipiell haben schon unsere Vorfahren für Thermodynamik geschwärmt.
- SUV-Fahrer tragen gerne pinke Hemden.

Neben diesen Merksprüchen existieren zahlreiche weitere.

## Merkhilfen für drei Freiheitsgrade

Thermodynamisches Oktaeder

Das Guggenheim-Quadrat beschreibt Systeme mit zwei Freiheitsgraden. Für drei Freiheitsgrade wurden Merkhilfen in Form der geometrischen Figuren Oktaeder und Kuboktaeder beschrieben. Bei diesen sind, im Gegensatz zum Quadrat, die thermodynamischen Potentiale (G, U, H, F etc.) keine Kanten, sondern Flächen.